# سالبادور دي مندونسا
سالبادور دي مندونسا (بالبرتغالية: Salvador de Mendonça‏) هو دبلوماسي وصحفي وكاتب ومحامي برازيلي، ولد في 21 يوليو 1841 في إيتابوراي في البرازيل، وتوفي في 5 ديسمبر 1913 في ريو دي جانيرو في البرازيل.